# Саянское сельское поселение (Бурятия)
Се́льское поселе́ние «Саянское» (бур. Саяанын hомон) — муниципальное образование в Окинском районе Бурятии Российской Федерации.
Административный центр — село Саяны.

## История
Статус и границы сельского поселения установлены Законом Республики Бурятия от 31 декабря 2004 года № 985-III «Об установлении границ, образовании и наделении статусом муниципальных образований в Республике Бурятия»

## Население
| 2002 | 2011 | 2012 | 2013 | 2014 | 2015 | 2016 |
| ---- | ---- | ---- | ---- | ---- | ---- | ---- |
| 496  | ↗529 | ↘518 | ↗519 | ↗530 | ↘526 | ↘510 |
| 2017 | 2018 | 2019 | 2020 | 2021 | 2023 | 2024 |
| ↗518 | ↘517 | ↗524 | ↗527 | ↗530 | ↘523 | ↗538 |

## Состав сельского поселения
| № | Населённый пункт | Тип населённого пункта       | Население |
| - | ---------------- | ---------------------------- | --------- |
| 1 | Саяны            | село, административный центр | ↗408      |
| 2 | Шарза            | улус                         | ↘33       |
| 3 | Шаснур           | улус                         | ↘50       |